# Géométrie moléculaire plane trigonale

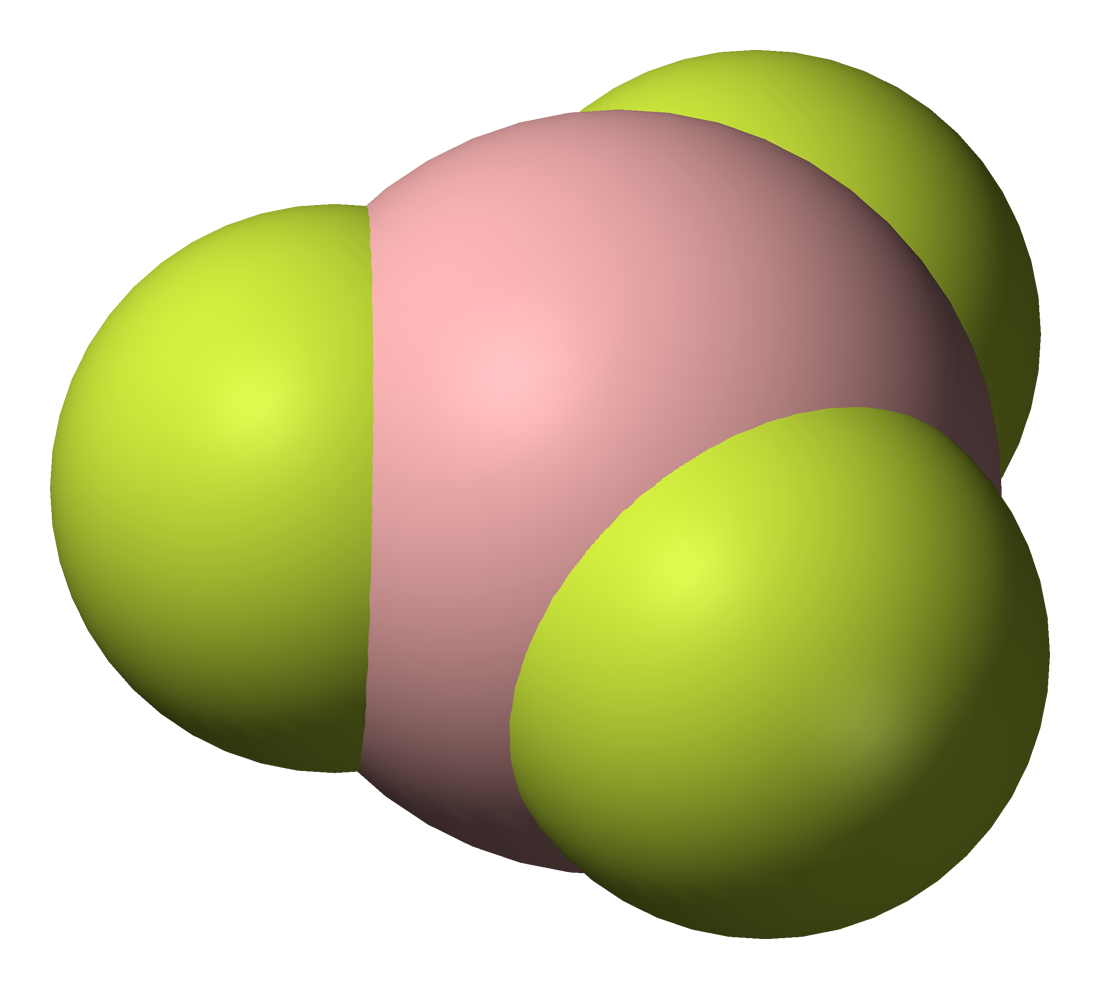
Structure du trifluorure de bore, un exemple de molécule ayant une géométrie plane trigonale.

La géométrie moléculaire plane trigonale est la géométrie des molécules où un atome central, noté A, est lié à trois atomes, notés X, aux sommets d'un triangle, appelés atomes périphériques, dans le même plan. Ces composés appartiennent à la classe AX3E0 selon la théorie VSEPR. 
Dans une espèce plane trigonale idéale, les trois ligands sont tous trois identiques et les angles de liaison sont tous de 120°. De telles espèces appartiennent au groupe ponctuel de symétrie D3h. Les molécules dont les trois ligands ne sont pas identiques, telles que le H2CO, s'écartent de cette géométrie idéalisée. Des exemples de molécules avec une géométrie plane trigonale incluent le trifluorure de bore (BF3), le méthanal (H2CO), le phosgène (COCl2) et le trioxyde de soufre (SO3). Parmi les ions avec une géométrie plane trigonale on compte l'ion nitrate (NO3−), l'ion carbonate (CO32−) et l'ion guanidinium C(NH2)3+. En chimie organique, trois centres connectés de carbone qui sont trigonaux dans un même plan sont souvent décrits comme ayant une hybridation sp2,.
L'inversion de l'azote est la distorsion d'amines pyramidales durant un état de transition qui est plan trigonal.
La pyramidalisation est une distorsion de cette forme moléculaire vers une géométrie moléculaire tétraédrique. Il est possible d'observer cette distorsion dans les alcènes pyramidaux.